# Вылцан, Михаил Августович
Михаи́л А́вгустович Вылцан (род. 28 июля 1928 года, д. Борзуновка, Кожевниковский район, Томская область) — советский и российский историк, доктор исторических наук, ведущий специалист по истории крестьянства России в 1930—1950-х годах.

## Биография

### Семья
Отец — Август Петрович (1898 г. р., уроженец Витебской губернии) выходец из латышских крестьян-переселенцев — всю свою трудовую жизнь работал сельским учителем. Во время Великой Отечественной войны погиб на фронте (1943). Мать — Фекла Адамовна (1903 г. р., уроженка деревни Верх-Уртамка Томской области) — домохозяйка. Старшие братья: Иван (1922 г. р.) — профессор Томского государственного университета; Александр (1922 г. р.) — капитан II ранга; Карл (1926 г. р.) — художник.

### Образование
С восьми лет пошел в школу села Шегарское. Во время войны, когда отец и братья были призваны на фронт совмещал учёбу с работой. Работал в колхозе, на производстве, секретарем сельсовета. В 1947 году экстерном сдал экзамены на аттестат зрелости в Томске.
В 1948 году поступил и в 1952 году окончил исторический факультет Томского государственного педагогического института (с 1995 университет) (диплом ж № 229783, рег. № 396). С 1949 года член ВЛКСМ. В июне 1952 года был принят в члены КПСС.
В 1952 году поступил в аспирантуру Института истории АН СССР. В 1955 году окончил аспирантуру с защитой кандидатской диссертации «Рост и укрепление МТС во второй пятилетке (1933—1937 гг.)».

### Трудовая и научная деятельность
С марта 1956 года работал в Институте истории АН СССР младшим научным сотрудником, с 1963 года — старшим научным сотрудником, с 1969 года, в связи с реорганизацией института, — старший научный сотрудник Института истории СССР АН СССР, с 1986 года ведущий научный сотрудник ИИ СССР Академии наук СССР.
В 1971 году защитил докторскую диссертацию «Укрепление колхозного строя в довоенные годы (1935—1940 гг.)».
Опубликовал более 130 научных трудов, в том числе шесть монографий.